# 西光寺 (江戸川区江戸川)
西光寺（さいこうじ）は、東京都江戸川区にある浄土宗の寺院。

## 歴史
1532年（天文元年）、常蓮社西誉によって開山された。かつて当地は海岸であり、茅で覆われていた。その海岸に阿弥陀如来像が流れ着き、祀ったのが当寺の起源である。当寺の北側一帯を「阿弥陀耕地」と称していたのは、この故事に由来する。この像は第23世住職の代に修復されている。
門前に、地蔵尊がある。昔は古川（現・古川親水公園）を行き来する船人が参拝していたという。現在は長年の風雨による風化で形が崩れている。

## 交通アクセス
- 一之江駅より徒歩13分（経路案内）。